# Clarias anguillaris
Clarias anguillaris is een straalvinnige vis uit de familie van de kieuwzakmeervallen (Clariidae) en behoort derhalve tot de orde van de meervalachtigen (Siluriformes). De vis kan maximaal 100 cm lang en 7000 gram zwaar worden.

## Leefomgeving
Clarias anguillaris is een zoetwatervis. De vis prefereert een tropisch klimaat. Het verspreidingsgebied beperkt zich tot Afrika. De diepteverspreiding is 0 tot 1 m onder het wateroppervlak.

## Relatie tot de mens
Clarias anguillaris is voor de visserij van beperkt commercieel belang. In de hengelsport wordt er weinig op de vis gejaagd.
Voor de mens is Clarias anguillaris ongevaarlijk.